# Kuki (Klan)

Wappen der Sanda-Kuki

Wappen der Ayabe-Kuji

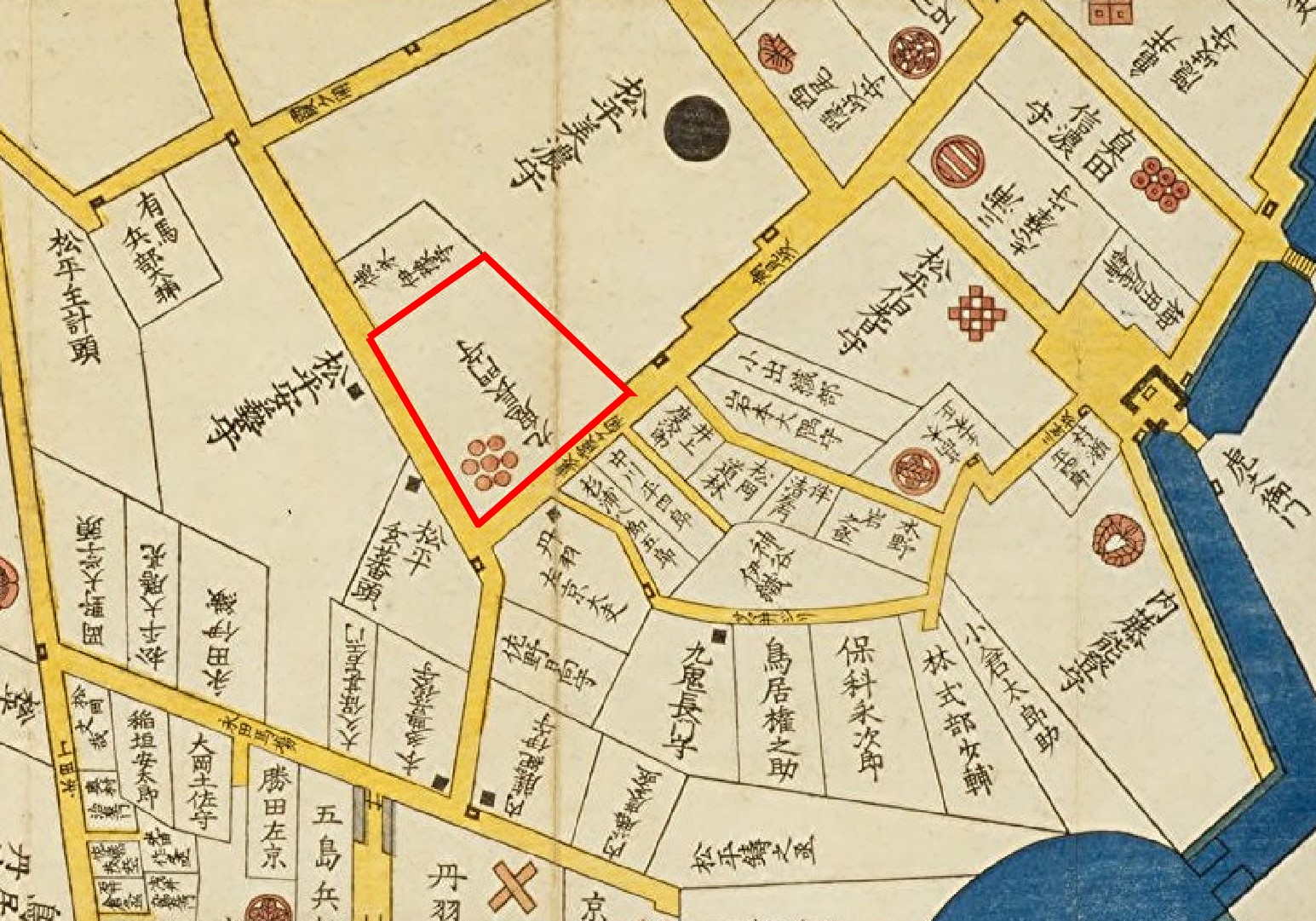
Sanda-Kuki-Residenz in Edo

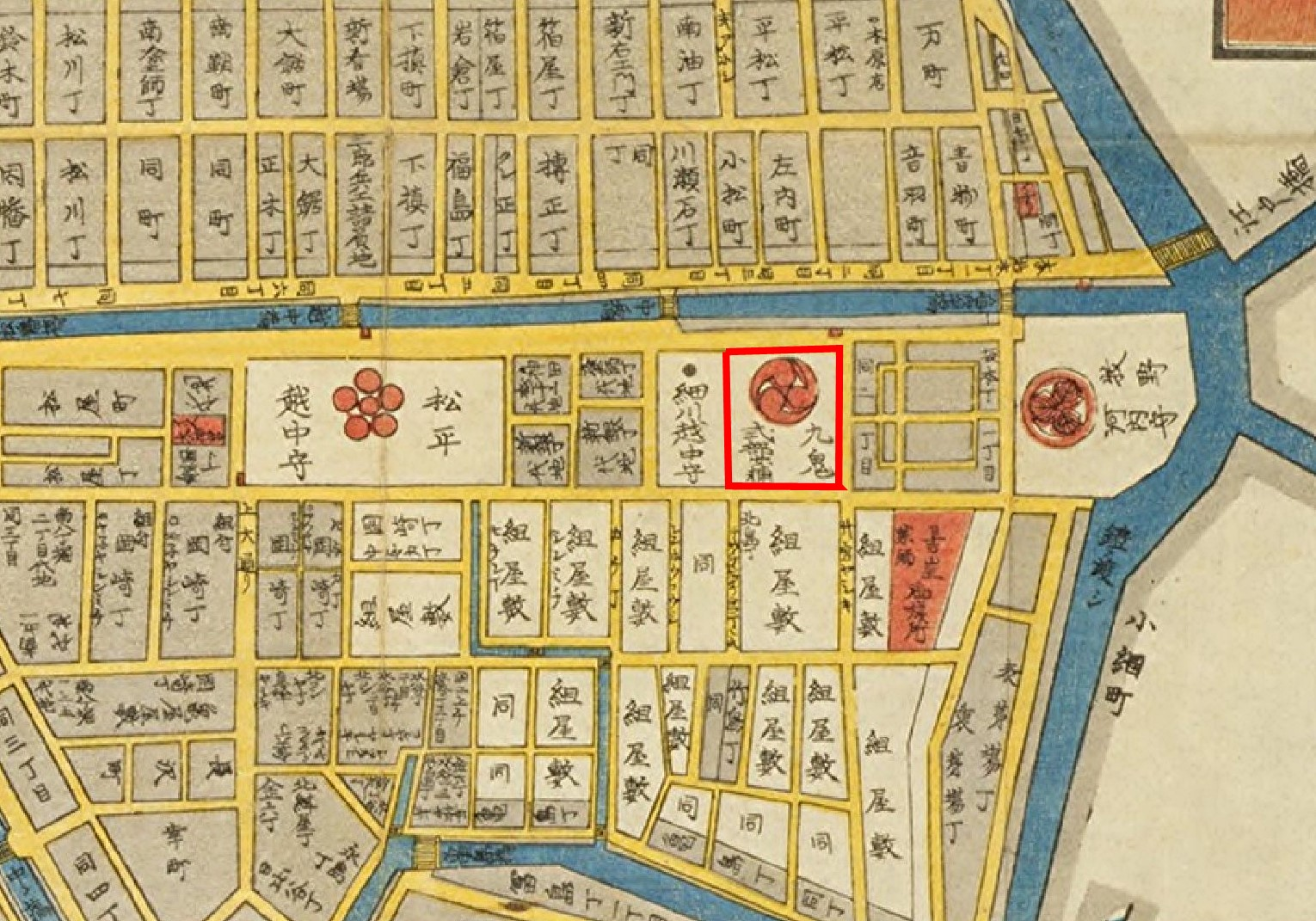
Ayabe-Kuki-Residenz in Edo

Die Kuki (japanisch 九鬼氏, Kuki-shi) waren eine Familie des japanischen Schwertadels (Buke), die aus der Provinz Shima stammte und die sich von Fujiwara no Tadahira (880–949) ableitete. Mit einem Einkommen von 36.000 Koku gehörten die in Sanda (Präfektur Osaka) residierenden Kuki zu den kleineren Tozama-Daimyō der Edo-Zeit.

## Genealogie

### Hauptzweig
- Yoshitaka (嘉隆; 1542–1600) regierte die Provinz Shima, wo er im heutigen Toba eine Burg erbaut hatte. Er unterwarf sich Oda Nobunaga und diente ihm in den Feldzügen gegen die Ikkō-ikki von Nagashima (heute Kuwana) usw. Toyotomi Hideyoshi setzte ihn 1592 als Kommandeur der Flotte für seinen Korea-Feldzug ein. Im Jahr 1600 stand er in der Schlacht von Sekigahara auf der Seite von Ishida Kazushige gegen Tokugawa Ieyasu und tötete sich nach der Niederlage.
- Moritaka (守隆; 1573–1632), Yoshitakas Sohn, hatte 1599 die Provinz Shima übernommen und diente unter Ieyasu. Er wurde in seinem Besitz bestätigt, sein Einkommen wurde von 26.000 auf 46.000 Koku erhöht. Nach seinem Tode teilten sich seine Söhne den Besitz.
- Hisataka (久隆; 1617–1649), ein Sohn Moritakas, übernahm Toba und dann von 1634 bis 1868 Sanda (Settsu), wo er in einem Festen Haus (jinya) residierte. Nach 1868 Vizegraf.

### Nebenzweig
- Takasue (隆季; 1608–1678), ein weiterer Sohn Moritakas, residierte von 1633 bis 1868 in einem Festen Haus in Ayabe (Tamba) mit 20.000 Koku.